# حزب سوسیالیست
حزب سوسیالیست (به انگلیسی: Socialist Party) نام تعداد زیادی از حزب‌های سیاسی در سراسر جهان است که مدعی هستند که از یکی از اشکال سوسیالیسم پیروی می‌کنند؛ اگرچه ممکن است هریک از آنها تفسیرهای بسیار متفاوتی از معنای «سوسیالیسم» داشته باشند. از نظر آماری، اکثر این حزب‌ها از سوسیالیسم، سوسیالیسم دموکراتیک، سوسیال دموکراسی یا حتی راه سوم به عنوان موضع ایدئولوژیک خود استفاده دفاع می‌کنند. بسیاری از احزاب سوسیالیست ارتباط مستقیمی با جنبش‌ها و اتحادیه‌های کارگری دارند. همچنین بسیار از احزاب سوسیالیست در انترناسیونال سوسیالیست عضو هستند.